# Ercole Ludovico Turinetti di Priero
Ercole Giuseppe Ludovico Turinetti, marchese di Priero (in piemontese Prié) e di Pancalieri (in francese Hercule Joseph Louis Turinetti, marquis de Prié et de Pancalier; Torino, 27 novembre 1658 – Vienna, 12 gennaio 1726) è stato un nobile italiano, ambasciatore del Ducato di Savoia e successivamente della Monarchia asburgica, consigliere di Stato dell'Impero e ministro plenipotenziario dei Paesi Bassi austriaci tra il 1716 e il 1724..

## Biografia
Nacque a Torino nel 1658, secondo figlio maschio di Giorgio, direttore delle finanze del Ducato di Savoia e rettore della Compagnia di San Paolo, e di Maria Violante Valperga di Rivara (1630-1690).
Alla morte del padre nel 1673, adottò il titolo di conte di Pertengo, che spettava ai secondogeniti della casa. Nel 1678 il fratello maggiore entrò in monastero, lasciando a Ercole il titolo di capo del casato.
Nel 1680 diventò ambasciatore dei Savoia a Londra. Rientrato a Torino, nel 1683 acquisì tutti i beni e titoli dei Turinetti in seguito alla morte dello zio Giovan Antonio, mastro uditore della camera di Savoia, e assunse il titolo di marchese di Priero, mentre il fratello minore adottò quello di conte di Pertengo.
Nel 1684 sposò Diana Francesca Saluzzo di Cardè e Garessio (morta nel 1733), da cui ebbe nove figli.
Nel 1691 fu nominato da Vittorio Amedeo II ambasciatore presso il Sacro Romano Impero a Vienna.  Dovette lasciare Vienna alcuni anni dopo, quando Vittorio Amedeo II strinse un'alleanza con la Francia.
Ristabilita l'alleanza con l'impero, tornò a Vienna nel 1704. In seguito passò direttamente al servizio della Monarchia asburgica e nel 1706 diventò consigliere imperiale di Stato.
Nel 1708 Giuseppe I d'Asburgo lo nominò ambasciatore imperiale presso il papa: il suo intervento in questa veste fu fondamentale per lo sviluppo del dominio austriaco in Italia settentrionale.
Rientrò a Vienna nel 1714.
Nel 1716 Carlo VI nominò governatore generale dei Paesi Bassi il principe Eugenio di Savoia che però, impegnato nella seconda guerra di Morea, non poté assumere direttamente la carica. Per questo il marchese Turinetti operò come suo sostituto.
La sua figura ha diviso gli storici: molto severo il giudizio della storiografia belga, che lo considerò altamente dispotico, più positivo quello degli storici austriaci e italiani.
Revisionò la struttura del governo centrale di Bruxelles, sostituendo il precedente Consiglio di Stato, il Consiglio delle finanze e il Consiglio segreto con un Consiglio di Stato che li comprendeva tutti sotto la propria supervisione. Fra le sue opere principali vi fu il potenziamento del porto di Ostenda.
A causa della riluttanza a cooperare con la nuova forma di governo, in particolare da parte dell'élite brabantina, l'intera amministrazione centrale rimase paralizzata per diversi anni, fino a quando nel 1725 l'imperatore Carlo VI richiamò Turinetti a Vienna in seguito alle dimissioni del suo sostenitore, il Principe Eugenio.
Turinetti contrariò le élite politiche anche in diverse città dei Paesi Bassi meridionali. Quando le corporazioni di lavoro di Anversa e Bruxelles protestarono vigorosamente contro le tasse governative e cercarono di far valere i loro antichi privilegi, Turinetti fece arrestare e mettere a morte l'anziano Frans Anneessens, a capo di una di queste corporazioni (1719).
Turinetti si scontrò anche con Claude Alexandre de Bonneval, il maestro generale dell'artiglieria nei Paesi Bassi, e lo fece arrestare e incarcerare in attesa della corte marziale, che lo condannò a morte. L'imperatore commutò la pena in un anno di prigione e di esilio. De Bonneval offrì quindi i suoi servizi al governo turco e fu incaricato di organizzare e comandare l'artiglieria turca, contribuendo infine alla sconfitta austriaca nella guerra austriaco-ottomana.
Nell'autunno del 1724 il principe Eugenio si dimise da governatore dei Paesi Bassi, cosa che fece perdere a Turinetti il suo unico sostegno. L'imperatore intervenne e lo sollevò dal suo incarico. Fu nominata una commissione per esaminare il suo operato, ma Turinetti morì a Vienna il 12 gennaio 1726, pochi giorni dopo aver consegnato a Carlo VI un manoscritto in cui si giustificava, prima che la commissione giungesse alle conclusioni finali. Alcuni mesi dopo fu assolto da tutte le accuse.
L'imperatore lasciò la carica di governatore generale alla sorella Maria-Elisabetta.